# Platinafémek ásványai
Platinafémek jelentősebb természetes vegyületei.

## Ozmiridium
Nyers platina mellett fordul elő az ozmiridium más néven nyevjanszkit, melynek összetételében az irídium és ozmium aránya 4 : 1 és 1 : 1 között változik, tehát nagyrészt az irídium van túlsúlyban . Néhány százalékban más platinafémek (Ru, Rh, Pt) is elegyedhetnek, legnagyobb mennyiségben a Rh, mely az irídiumot egészen 7 °/o-ig helyettesítheti.
Királyvíz nem oldja. Az urali platinamosók ásványa. Nyevjanszk környékén (Szverdlovszktól É-ra) 5 mm-es kristályokat találtak. Kolumbiában, Brazíliában, Kaliforniában torlatásvány. Legbővebben Tasmánia aranymosóiban fellelhető.
- Kristályrendszere: hexagonális holoéderes
- Térrácsa: tömött illeszkedés, hexagonális szerkezet jellemző.
- Megjelenése: Kristályai hatszöges táblákban, lemezekben.
- Színe: ónfehér.
- Fénye: fémes.
- Keménysége: 6-7 (Mohs-féle keménységi skála szerint.)
- Sűrűsége: 19-21 g/cm³.

## Ozmit
Más néven szisszerszkit. Tulajdonságai mind hasonlóak, az ozmiridiuméhoz, de nagyobb arányban tartalmaz ozmiumot.

## Aurozmirid
Aranyat tartalmazó ozmium. Hatszöges holoéderes szerkezetű, külsőre legömbölyödött apró hatszöges lemezkék alkotják. Színe sötét acélszürke vagy sárgásfehér, fémes fényű. Nyevjanszk környékén bukkantak rá.
- Keménysége: 6-7 (Mohs-féle keménységi skála szerint.)
- Sűrűsége: 19-21 g/cm³.
- Hasadása: igen jó.

## Polixén
Szabályos hexakiszoktaéderes. A vas elegyedése olyan általános, hogy szinte kizárólag a polixén az, amit termésplatinának mondunk. A Fe-tartalom 4-10% között változik, de gyakran ennél is több. A 20%-on felüli vasat tartalmazó elegynek vasplatina a neve. Ez az elegy már gyengén mágneses. A polixén tartalmazhat még Ir-ot (< 7%), néhány százalék Pd-ot és kevés, 0,1-0,5% Rh-ot is, de nem ritka benne á Cu- és Ni-tartalom sem . (Innen aneve: poli = sok, xenos = vendég.)
Kristályalakjai igen ritkák, akkor is rosszul fejlett kockák, esetleg dodekaéderek. Leginkább xenomorf szemcsés halmazokban fordul elő Hasadása nincsen, törése horgas. Az oktaédersíkok szerinti transzláció folytán könnyen nyújtható, kovácsolható.
Keménysége 4-4,5, iridiumban gazdagabb elegyeké 6-6,5. Sűrűsége(vegyileg tiszta Pt) : 21,5 g/cm³ de az elegyösszetevők
miatt mindig kevesebb, általában 15-19 g/cm³. Színe ezüstfehértől sötétebb acélszürkéig
változik. Fénye fémes, karca acélszürke, fémes.
Csak forró királyvíz és krómsósav oldja.

## Külső hivatkozások
- Koch Sándor - Sztrókay Kálmán Imre : Ásványtan I-II.